# Premios Pepsi Music Venezuela
Los Premios Pepsi Music Venezuela (PPM), es una ceremonia de entrega de premios a lo mejor de la música en Venezuela en diferentes tipos de géneros. 
Su primera edición se llevó a cabo el 29 de marzo de 2012 en Caracas y fue transmitido por el canal Venevisión. A partir de su segunda edición en el 2013 es transmitido por Televen hasta la actualidad.

## Historia
Los Premios Pepsi Music nacen en Venezuela, como un espacio para reconocer la música del talento nacional en todos sus géneros, conectando a los músicos entre ellos, con sus fanáticos y con el público general.
Cada año, el proceso de los Premios Pepsi Music inicia en octubre a través de una nominación por la Página web de Pepsi Venezuela, Luego de esto se cierra, y empieza una votación Web, con un jurado elegido de la Academia Pepsi Music. Esto culmina con un gran evento de premeditación que se realiza en septiembre del año siguiente.
La premiación cuenta con más de 60 categorías en las que podrán ser premiados bandas o artistas del país, que hayan trabajado activamente desde el 1 de enero hasta el 15 de diciembre del año a premiar, que será el año de elegibilidad. 
Cada artista ganador en una categoría recibirá una estatuilla personalizada con su nombre y el nombre de la categoría en el evento de premiación. La entrega se realiza a través de dos galas, una privada (no televisada) y otra que será transmitida por la televisión

## Academia Pepsi Music
Es un ente rector de los Premios Pepsi Music, conformada por conocedores de la Industria Musical de Venezuela ajenos a Pepsi-Cola Venezuela C.A. Es responsable de la difusión y diseño de las categorías participantes y normativas de cada edición de los Premios, velar por su cumplimiento para selección de los 5 nominados para cada categoría, y posteriormente de los ganadores que serán galardonados en la ceremonia de premiación.
Está conformada por dos tipos de miembros diferenciados por su participación en las distintas fases de los Premios Pepsi Music; el Miembro Asesor, Personalidades de amplia experiencia y compromiso con la industria musical del país referentes de los distintos entes que hacen vida en ella; y el Miembro Especialista: Conocedores y líderes de opinión de la industria musical con fortalezas específicas en uno o grupo de géneros musicales.

## Ediciones
| Año  | Edición | Ubicación                                        | Fecha de Entregas | Transmisión  | Presentador/es                          |
| ---- | ------- | ------------------------------------------------ | ----------------- | ------------ | --------------------------------------- |
| 2012 | N°1     | Quinta Esmeralda, Caracas                        | 29 de marzo       | Venevisión   | Eglantina Zingg & Ramón Castro          |
| 2013 | N°2     | Hotel Eurobuilding, Caracas                      | 28 de mayo        | Televen      | Erika de La Vega & Ramón Castro         |
| 2014 | N°3     | Hotel Eurobuilding, Caracas                      | 24 de septiembre  | E! - Televen | Ramón Castro                            |
| 2015 | N°4     | Hotel Eurobuilding, Caracas                      | 7 de septiembre   | Televen      | Daniela Kosan & Ramón Castro            |
| 2016 | N°5     | Centro Ciudad Comercial Tamanaco (CCCT), Caracas | 16 de febrero     | Televen      | Daniela Kosan & Ramón Castro            |
| 2018 | N°6     | Centro Ciudad Comercial Tamanaco (CCCT), Caracas | 27 de septiembre  | Televen      | Verónica "La Vero" Gómez & Manuel Silva |
| 2019 | N°7     | Aula Magna de la UCV                             | 10 de octubre     | Televen      | Verónica "La Vero" Gómez & Manuel Silva |
| 2020 | N°8     | –                                                | 30 de octubre     | Televen      | Verónica "La Vero" Gómez & Manuel Silva |
| 2021 | N°9     | –                                                | 25 de septiembre  | Televen      | Verónica "La Vero" Gómez & Manuel Silva |
| 2022 | N°10    | Teatro Teresa Carreño, Caracas                   | 15 de septiembre  | Televen      | –                                       |

## Categorías
Las categorías han sido divididas en Generales y Específicas, como se muestra a continuación:

### Categorías Generales
- Artista del Año
- Disco del Año
- Canción del año
- Artista Refrescante
- Video del Año
- Artista Revelación
- Director de Video
- Productor Musical
- Cantautor del año
- Colaboración del año
- Artista Femenino del año

### Categorías Específicas
- Artista Clásico
- Artista Electrónico del año
- Disco Electrónico del año
- Canción Electrónico del año
- Video Electrónico del año
- Artista Gaita del año
- Disco Gaita del año
- Canción Gaita del año
- Artista Hip Hop del año
- Video Hip Hop del año
- Disco Hip Hop del año
- Canción Hip Hop del año
- Dj Hip Hop del año
- Artista Jazz/Blues del año
- Disco Jazz/Blues del año
- Compositor Jazz/Blues del año
- Artista Música Tradicional Instrumental del año
- Disco Música Tradicional Instrumental del año
- Compositor Música Tradicional Instrumental del año
- Artista M.Tradicional Vocal del año
- Disco M. Tradicional Vocal del año
- Canción M. Tradicional Vocal del año
- Artista Pop del año
- Video Pop del año
- Disco Pop del año
- Canción Pop del año
- Artista Reggae/SKA del año
- Video Reggae /SKA del año
- Disco Reggae/SKA del año
- Canción Reggae/SKA del año
- Artista Rock del año
- Video Rock del año
- Disco Rock del año
- Canción Rock del año
- Artista Salsa del año
- Canción Salsa del año
- Disco Salsa del año
- Video Salsa del año
- Artista Tropical del año
- Video Tropical del año
- Canción Tropical del año
- Disco Tropical del año
- Artista Urbano del año
- Video Urbano del año
- Disco Urbano del año
- Canción Urbano del año
- Artista Trap del año
- Disco Trap del año
- Vídeo Trap del año
- Canción Trap del año
- Artista Digital del año

## Premios Pepsi Music 2012
La primera edición de estos premios se llevaron a cabo el 29 de marzo de 2012 en la Quinta Esmeralda en la ciudad de Caracas. Fue transmitido por la Venevisión. Los presentadores fueron Ramón Castro y Eglantina Zingg. Los principales ganadores de la noche fueron Chino & Nacho. El tema principal fue un "No A La Violencia"
Este evento fue la única oportunidad que la cadena Venevisión llegó a transmitirlo, debido a que luego lo emitiría Televen, esto debido a razones de censura que el canal hizo en gran parte de la premiación, causando la crítica de los artistas que estuvieron presentes.
A continuación la lista de las principales categorías ý ganadores de esta primera edición:

### Ganadores de la Edición N° 1
Los siguientes ganadores presentados son de la premiación televisada:
- Artista del Año: Chino & Nacho
- Disco del Año: Supremo (Chino & Nacho)
- Canción del Año: El poeta (Chino & Nacho)
- Banda Refrescante: Caramelos de Cianuro
- Video del Año: La Casa Caramelos de Cianuro
- Video Tropical del Año: Quiero Decirte Guaco
- Artista Revelación del Año: Lasso
- Productor Musical: Oscarcito
- Artista Rock del Año: Caramelos de Cianuro
- Artista Tropical del año: Grupo Treo
- Artista Pop del Año: Franco De Vita
- Artista Reggae del Año: Rawayana
- Artista Hip Hop del Año: Cuarto poder
- Artista Ska del Año: Desorden Público
- Artista Música Tradicional del Año: Húascar Barradas
- Entre otros[2]

## Premios Pepsi Music 2013
La segunda edición de esta premiación se llevó a cabo el 28 de mayo de 2013, se realizó desde el Hotel Eurobuilding de Caracas, transmitido por Televen el 29 de mayo, y presentado por Erika de La Vega y Ramón Castro.
El evento estuvo destina en otra fecha, el 12 de marzo y la emisión al siguiente día, pero tuvo que ser pospuesta tras el fallecimiento del presidente Hugo Chávez. Desde este año, adicionalmente, la marca empieza a emitir por televisión Pepsi Streams, programas de una hora de duración conducidos por Alex Goncalves que forman parte de la plataforma de apoyo al talento nacional, donde se realizan presentaciones y entrevistas a los nominados.

### Ganadores de la Edición N° 2
Los siguientes ganadores presentados son de la premiación televisada:
- Artista del Año: Guaco
- Disco del Año: Guaco
- Canción del Año: Guaco
- Video Tropical del Año: Guaco
- Banda Refrescante: Servando & Florentino
- Video del Año: Chino & Nacho
- Artista Revelación del Año: HolySexyBastards
- Productor Musical: Carlos Imperatori, Rudy Pagliuca y Lasca
- Artista Rock del Año: Caramelos de Cianuro
- Artista Tropical del año: Guaco
- Artista Pop del Año: Lasso
- Artista Reggae del Año: Desorden Público
- Artista Hip Hop del Año: Canserbero
- Artista Ska del Año: Desorden Público
- Artista Música Tradicional del Año: Huascar Barradas
- Entre otros

## Premios Pepsi Music 2014
La tercera edición se celebró el 24 de septiembre de 2014, se llevó a cabo en el Hotel Eurobuilding de Caracas. La gala estuvo bajo la animación de Ramón Castro. La "Alfombra Azul" fue transmitido vía streaming por E!, y la gala por Televen al día siguiente.
La votaciones fueron abierta el 27 de julio, y cerraron el 24 de agosto. El evento contó con un homenaje a Simón Díaz.

Premios Pepsi Music 2014

### Ganadores de la Edición N° 3
Los siguientes ganadores presentados son de la premiación televisada:
- Música raíz venezolana vocal: C4 trío y Rafael el ‘Pollo’ Brito
- Artista Reggae del año: Rawayana
- Artista Salsa: Oscar D'León
- Artista Ska: Desorden Público
- Artista Tropical: Guaco
- Artista Colaboración del año: C4 Trío y Rafael el ‘Pollo’ Brito
- Artista Hip Hop: Cuarto Poder
- Mejor Artista Rock: La Vida Bohème
- Mejor Artista Urbano: Oscarcito
- Mejor Artista Pop: Los Amigos Invisibles
- Canción Pop del Año: Te pienso sin querer Franco de Vita y Gloria Trevi
- Compositor del Año: Simón Díaz
- Artista Femenino: Anais Vivas
- Artista Revelación del Año: Lida Briceño
- Artista Refrescante: Benavides
- Artista del año: C4 Trío y Rafael el ‘Pollo’ Brito
- Entre otros[14]

## Premios Pepsi Music 2015
La cuarta edición se llevó a cabo con la entrega no televisada el 7 de septiembre de 2015, mientras la "Alfombra Azul" y gala televisada fue celebrada el 9 de septiembre de 2015,  se llevó a cabo en el Hotel Eurobuilding de Caracas. La gala estuvo bajo la animación de Ramón Castro y Daniela Kosan. Siendo transmitido por Televen dos días después, el 11 de septiembre.
Este año se incluyen cuatro nuevos galardones, que serán otorgados a la Música Clásica, del Mundo, Llanera y Original de película. La votaciones empezaron el 15 de julio, y terminaron el 24 de agosto.

### Ganadores de la Edición N° 4
Los siguientes ganadores presentados son de la premiación televisada:
- Mejor Música Tradicional Venezolana: Movida Acústica Urbana.
- Mejor Artista Fusión Tropical: Caibo.
- Mejor Artista Gaita: Gran Coquivacoa.
- Mejor Artista Hip Hop: Apache.
- Mejor Artista Rock: Charliepapa.
- Artista Revelación: La Pagana Trinidad.
- Artista Pop del año: Laura Guevara.
- Artista Ska: Desorden Público.
- Artista Salsa: Nelson Arrieta.
- Artista Urbano del año: Sixto Rein.
- Artista Reggae del año: Rastamaika.
- Artista Femenino: Laura Guevara.
- Mejor Artista Llanera: Rummy Olivo.
- Tema del Año: "Tú me quemas", Chino & Nacho feat Los Cadillac’s.
- Artista Refrescante: Sixto Rein.
- Artista del Año: Edward Ramírez.
- Entre otros

## Premios Pepsi Music 2017
La quinta edición se celebró el 16 de febrero de 2017 se llevó a cabo en la Terraza del Centro Ciudad Comercial Tamanaco (CCCT) en Caracas. La gala televisada estuvo bajo la animación de Daniela Kosan y Ramón Castro. La "Alfombra Azul", al igual que la gala final, fue transmitido un día después por Televen.
La votaciones fueron abiertas el 5 de octubre de 2016, y cerraron el 16 de noviembre. La gala no televisada se realizó el 15 de febrero de 2017 en el Auditorio del Centro Empresarial Polar con la conducción de La Vero Gómez y Manuel Silva.
Esta edición estaba planificada originalmente para ser realizada a finales del 2016, pero no se llegó a realizar, posponiéndose para febrero de 2017, y donde en esta edición se considerarían todas las obras publicadas en 2015. “La quinta edición estuvo a punto de no darse, pero se hizo un gran esfuerzo”, indicó el presidente de la Academia de los Premios Pepsi Music, John Fabio Bermúdez. Se planifica que la idea es que en septiembre, cuando se acostumbra entregar la estatuilla, se premien las obras del año 2016.

### Ganadores de la Edición N° 5
Los siguientes ganadores presentados son de la premiación televisada:
- Artista del año: Chino & Nacho
- Artista femenino del año: Anais Vivas
- Artista Fusión Tropical del año: Chino & Nacho
- Artista Gaita del año: UDG Universidad de la Gaita
- Artista Hip Hop del año: Apache
- Artista Música llanera del año: Jorge Guerrero
- Artista Pop del año: Víctor Muñoz
- Artista refrescante del año: La Melodía Perfecta
- Artista Reggae del año: Ababajah
- Artista revelación del año: La Melodía Perfecta
- Artista Rock del año: Caramelos de Cianuro
- Artista Salsa del año: Nelson Arrieta
- Artista Ska del año: Desorden Público
- Artista Música tradicional venezolana del año: Rafael el ‘Pollo’ Brito
- Artista Urbano del año: Sixto Rein
- Tema del año: Me voy enamorando Chino & Nacho Ft. Farruko
- Disco Musica Electronica Dance Del Año Tony Guerra "Lovizna, Ivhanoba, Guetto Star"
- Entre otros[27]

## Premios Pepsi Music 2018
Para la sexta edición de la gala los seguidores escogieron a sus artistas favoritos en más de 60 categorías divididas en 20 géneros musicales. El martes 17 de julio de 2018 inició la votación de la 6.ª edición de los Premios Pepsi Music 2018 para destacar lo mejor del talento venezolano. El evento se realizó el 27 de septiembre en el estacionamiento del Centro Ciudad Comercial Tamanaco (CCCT)
Para esta nueva gala se incorporó el género Trap latino, debido a la fuerza con la que se ha venido desarrollando la movida musical en los últimos años. Así mismo, los influencers más destacados serán premiados con la categoría Artista Digital. John Fabio Bermúdez, presidente de la Academia Premios Pepsi Music, resaltó la importancia de la permanencia de estos premios para la industria musical del país. "Son más de 400 artistas reconocidos por estos premios, que sin duda han sido tomando en cuenta por ellos como un gran respaldo", la ceremonia contó con equipo de producción general, audiovisuales, presentaciones y con los talentos que participarán la noche de la premiación, para llevar al público un espectáculo de alto nivel. 

### Ganadores de la Edición N° 6
Los siguientes ganadores presentados son de la premiación televisada:
- Artista del año: La Melodía Perfecta
- Tema del año: Rawayana
- Disco del año: Guaco
- Video del año: Rawayana
- Artista femenino del año: Corina Smith
- Artista Plataforma Digital del año: Daniela Barranco
- Artista Trap del año: Neutro Shorty
- Artista Música del Mundo del año:
- Artista Música Electrónica Dance del año:
- Artista Música Electrónica del año:
- Artista Gaita del año:
- Artista Hip Hop del año: Akapellah
- Artista Rock del año: Caramelos de Cianuro
- Artista Música Llanera del año: Annaé Torrealba
- Artista Pop del año: Corina Smith
- Artista Refrescante del año: Micro TDH
- Artista Fusión Tropical: Guaco
- Artista Reggae del año: Agua Mala
- Artista Revelación del año: Omar Koonze
- Artista Salsa del año: Jonathan Moly
- Artista Ska del año: Desorden Público
- Artista Música Tradicional Venezolana del año: Edward Ramírez y Rafa Pino
- Artista Urbano del año: La Melodía Perfecta

- Entre Otros

## Premios Pepsi Music 2019
La séptima edición se llevó a cabo el 10 de octubre de 2019. Se llevó a cabo en el Aula Magna de la Universidad Central de Venezuela. La gala estuvo bajo la animación de La Vero Gómez y Manuel Silva, además de la animación especial de Melany Millie. Por primera vez la "Alfombra Azul" se llevó a cabo y fue presentada el mismo día de la entrega de las premiaciones, estuvo bajo la conducción de los presentadores de Vitrina, Ly Jonaitis, Anmarie Camacho y Rafael Oropeza. La premiación digital se llevó a cabo un día antes el 9 de octubre vía Youtube, fue presentada por Oscar Martínez.

### Ganadores de la Edición N° 7
Los siguientes ganadores presentados son de la premiación televisada:
- Artista del año: Nacho
- Tema del año: La Melodía Perfecta
- Disco del año: Guaco
- Video del año: La Melodía Perfecta, Mozart La Para y Sharlene
- Artista femenino del año: Corina Smith
- Artista Digital Pepso del año:
- Artista Alternativo del año: Rawayana
- Artista Plataforma Digital del año: Rafa Arrieta
- Artista Trap del año: Neutro Shorty
- Artista Jazz del año: Miguel Siso
- Artista Música del Mundo del año: Bitoqueao
- Artista Música Electrónica Dance del año: Víctor Porfidio
- Artista Música Electrónica del año: Víctor Porfidio
- Artista Gaita del año: Zulianidad
- Artista Hip Hop del año: Akapellah
- Artista Rock del año: Viniloversus
- Artista Música Llanera del año:
- Artista Pop del año: Lasso
- Artista Refrescante del año: Big Soto
- Artista Revelación del año: Los Boys
- Artista Fusión Tropical: La Melodía Perfecta
- Artista Reggae del año:
- Artista Revelación del año:
- Artista Salsa del año: Jonathan Moly
- Artista Ska del año: Desorden Público
- Artista Música Tradicional Venezolana del año: Annaé Torrealba
- Artista Clásico del año: Pacho Flores
- Artista Urbano del año: Nacho

- Entre Otros

## Premios Pepsi Music 2020
La octava edición fue transmitida el 30 de octubre de 2020. Estuvo bajo la animación de La Vero Gómez y Manuel Silva. La premiación digital fue dividida en tres partes, transmitiéndose así el 26, 27 y 28 de octubre vía Youtube, fue presentada por Oscar Martínez junto a Aigil Gómez, Jariam Navas, Pata Medina y Rodrigo Lazarte.

### Nominados de la Edición N.º8
- Artista del año:
- Tema del año: Un millón como tú (Lasso (cantante) Ft. Cami)
- Disco del año:
- Video del año: Nacho
- Artista Alternativo del año: Los Mesoneros
- Artista Clásico del año:
- Artista Contenido Digital del año:
- Artista Digital Pepsi del año:
- Artista Digital Refrescante del año:
- Artista Femenino del año:
- Artista Fusión Tropical del año: Chyno Miranda
- Artista Gaita del año:
- Artista Hip Hop del año:
- Artista Jazz del año: Gerry Weil
- Artista Música Electrónica del año:
- Artista Música Electrónica Electro/Dance del año:
- Artista Música Electrónica House/Techno del año: Tony Guerra
- Artista Música Llanera del año:
- Artista Música del Mundo del año:
- Artista Música Tradicional Venezolana del año:
- Artista Refrescante del año:
- Artista Revelación del año:
- Artista Pop del año:
- Artista Reggae del año:
- Artista Reggaetón del año:
- Artista Rock del año:
- Artista Salsa del año:
- Artista Ska del año:
- Artista Trap del año:
- Artista Urbano del año:
- Tema pop del año: Un millón como tú (Lasso (cantante) Ft. Cami)

- Tema Musica Electronica: House/Techno Heaven (Original Mix) Tony Guerra, Alberto Dimeo